# Saison 9 de New York, unité spéciale
 (mars 2019).
Si vous disposez d'ouvrages ou d'articles de référence ou si vous connaissez des sites web de qualité traitant du thème abordé ici, merci de compléter l'article en donnant les références utiles à sa vérifiabilité et en les liant à la section « Notes et références ».
Chronologie
Saison 8 Saison 10
Cet article, présente la neuvième saison de New York, unité spéciale, ou La Loi et l'Ordre : Crimes sexuels au Québec, (Law and Order: Special Victims Unit) qui est une série télévisée américaine.

## Distribution de la saison

### Acteurs principaux
- Christopher Meloni (VF : Jérôme Rebbot) : inspecteur Elliot Stabler
- Mariska Hargitay (VF : Dominique Dumont) : inspecteur Olivia Benson
- Richard Belzer (VF : Julien Thomast) : sergent John Munch
- Diane Neal (VF : Laëtitia Lefebvre) : substitut du procureur Casey Novak
- Ice-T (VF : Jean-Paul Pitolin) : inspecteur Odafin Tutuola
- Adam Beach (VF : Maurice Decoster) : inspecteur Chester Lake
- B.D. Wong (VF : Xavier Fagnon : Dr George Huang[1]
- Tamara Tunie (VF : Sylvie Jacob) : Dr Melinda Warner
- Dann Florek (VF : Jean-Louis Maury) : capitaine Don Cragen

### Acteurs récurrents

#### Avocats de la défense
- Joe Grifasi : avocat de la défense Hashi Horowitz (épisode 1)
- Annie Potts : avocate de la défense Sophie Devere (épisode 3)
- Austin Lysy : avocat de la défense Russell Hunter (épisodes 3, 14 et 15)
- Peter Riegert : avocat de la défense Chauncey Zierko (épisode 4)
- Steven Weber : avocat de la défense Matthew Braden (épisodes 5 et 10)
- Beverly D'Angelo : avocate de la défense Rebecca Balthus (épisodes 6 et 16)
- John Cullum : avocat de la défense Barry Moredock (épisode 7)
- Craig Wroe : avocat de la défense James Woodrow (épisode 8)
- Jill Marie Lawrence : avocate de la défense Cleo Conrad (épisode 12)

#### Juges
- Joanna Merlin : juge Lena Petrovksy (épisodes 3, 4, 11, 14, 17 et 19)
- Peter McRobbie : juge Walter Bradley (épisodes 1, 3, 6 et 7)
- John Henry Cox : juge Gregory Tenton (épisode 4)
- Audrie J. Neenan : juge Lois Preston (épisodes 5 et 9)
- David Lipman : juge Arthur Cohen (épisodes 8 et 13)
- Patricia Kalember : juge Karen Taten (épisodes 12 et 18)
- Peter Gerety : juge Peter Harrison (épisode 16)

#### Bureau des Affaires Internes
- Robert John Burke : lieutenant Ed Tucker (épisode 16)

#### NYPD

##### Police
- John Schuck : chef des détectives Muldrew (épisodes 12 et 14)

##### Police scientifique
- Caren Browning : capitaine C.S.U Judith Siper (épisodes 4, 12, 16 et 19)
- Joel de la Fuente : technicien scientifique Ruben Morales (épisodes 3, 6, 8, 11 et 17)
- Mike Doyle : détective C.S.U. Mike O'Halloran (épisodes 6, 8, 10, 13, 17, 18 et 19)
- Liza Lapira : détective C.S.U. Liu (épisode 2)

#### Mercy General Hospital
- Deep Katdare : Dr. Parnell (épisodes 12 et 16)

##### Entourage de l'Unité spéciale

###### Famille Stabler
- Isabel Gillies : Kathy Stabler (épisodes 1, 7 et 9)
- Allison Siko : Kathleen Stabler (épisode 1)

### Invités
- Laura Allen : Cass Magnall (épisode 1)
- Cynthia Nixon : Janis Donovan (épisode 1)
- Bronson Pinchot : Dr Henry Carlisle (épisode 1)
- Kevin Tighe : Gregory Searle / Julian Cooper (épisode 2)
- Kyle Gallner : Shane Mills (épisode 3)
- Melissa Joan Hart : Sarah Trent (épisode 3)
- Aidan Quinn : Ben Nicholson (épisode 4)
- Elizabeth McGovern : Dr Faith Sutton (épisode 5)
- Jared Harris : Robert Morten (épisode 6)
- Arye Gross : Saul Picard (épisode 7)
- Adina Porter : Janelle Odami (épisode 8)
- Steven Bauer : Raphael Gardner (épisode 9)
- Mark Valley : Jake Keegan (épisode 9)
- Robin Williams : Merritt Rook (épisode 17)

## Production
Le 17 janvier 2007, la série est renouvelée pour une neuvième saison.
La neuvième saison, comporte 19 épisodes (dû à la grève des scénaristes américains), et est diffusée du 25 septembre 2007 au 13 mai 2008 sur NBC.
En France, la saison est diffusée du 6 septembre 2008 au 10 janvier 2009. L'épisode 13 est quant à lui diffusée seulement le 15 juin 2015.
Adam Beach, devient le nouvel acteur principal, il interprète l'inspecteur Chester Lake. Son personnage quitte cependant la série au bout d'une seule saison.
Cette saison marque également la dernière apparition de Diane Neal, dans le rôle de la substitut du procureur, Casey Novak.
L'épisode 17 de la saison, marque le 200e épisode de la série.

## Épisodes

### Épisode 1:De l'une à l'autre
- États-Unis /  Canada : 25 septembre 2007 sur NBC / CTV
- France : 6 septembre 2008 sur TF1

- Laura Allen : Cass Magnall
- Cynthia Nixon : Janis Donovan
- Bronson Pinchot : Dr. Henry Carlisle
- Stephen Spinella : Morgan Smith
- Katy Grenfell : Mrs Lynde
- Tamela Aldridge : Carla Sexton
- Joe Grifasi : Heshy Horowitz
- Amy Tribbey : Penny Taylor
- Isabel Gillies : Kathy Stabler
- Ann Morgan Guilbert : Employée du Prince de l'Eglise

### Épisode 2:L'Autre univers
- États-Unis /  Canada : 2 octobre 2007 sur NBC / CTV
- France : 16 septembre 2008 sur TF1

- Lisa Joyce : Kristi McGarrett
- Christina Brucato : Rachel McGarrett
- John Hickok : Monsieur McGarrett
- Florencia Lozano : Lauren Molby
- Kevin Tighe : Gregory Searle / Julian Cooper
- Paul Klementowicz : Tobin Willis
- Teddy Bergman : Nestor Buchanan
- Doan Ly : Anna Bentley
- Ryan Lynn : Dan Friedich
- Jessica Almasy : Ginger
- Carmen Gill : Connie
- Richard Short : Winton
- Lou Martini Jr : Robert Solomon
- Anne James : Docteur Jane Lahom

### Épisode 3:Prisonnier du désir
- États-Unis /  Canada : 9 octobre 2007 sur NBC / CTV
- France : 20 septembre 2008 sur TF1

- Kyle Gallner : Shane Mills
- Elizabeth Keifer : Madame Mills
- Richard Joseph Paul : Monsieur Mills
- Melissa Joan Hart : Sarah Trent
- Quincy Dunn-Baker : Monsieur Trent
- Annie Potts : Sophie Devere
- Austin Lysy : Russell  Hunter
- Joel de la Fuente : Ruben Morales
- Peter McRobbie : Juge Walter Bradley
- Joanna Merlin : Juge Lena Petrovsky

### Épisode 4:La Voix du plus fort
- États-Unis /  Canada : 16 octobre 2007 sur NBC / CTV
- France : 27 septembre 2008 sur TF1

- Jayne Atkinson : Marion Springer
- Josh Caras : Alex Parven
- Robert Clohessy : Joel Parven
- Geraldine Hughes : Tina Parven
- Danny Dennis : Cabbie
- Aidan Quinn : Ben Nicholson
- Judy Kuhn : Connie Nicholson
- Paulina Gerzon : Kathie Nicholson
- David Andrew Macdonald : Docteur Gerald Morgan
- Yvonne Cecelia : Infirmière du Docteur Morgan
- Elizabeth Flax : Infirmière des urgences
- Suli Holum : La femme enceinte
- Lia Yang : Ursula Wei
- Robert Kim : Paul Wei
- Peter Riegert : Chauncey Zierko
- Kathleen Tipton : Jordana Weitz
- Vincent Spano : Agent du FBI Dean Porter
- John Henry Cox : Juge Trenton

### Épisode 5:La Fin ne justifie pas...
- États-Unis /  Canada : 23 octobre 2007 sur NBC / CTV
- France : 4 octobre 2008 sur TF1

- Elizabeth McGovern : Dr. Faith Sutton
- Jennifer Van Dick : Docteur Kelly Alvin
- Jules Hartley : Jackie Solomon
- Lou Martini Jr : Robert Solomon
- Elaine Bromka : Arlene Simes
- Liz Morton : Kate Simes
- Karen Shallo : Paula Deeks
- Steven Weber : Matthew Braden
- Elena Aroz : La femme arabe
- Eddie Furs : Manny Jaworski
- Patrick Q. Page : Jack Rexton
- Leon Addison Brown : Clifton Mitchell
- Jarretz J. Merz : Haroun Abbas
- Marjan Neshat : Madame Abbas
- Dito Sudito : Victime torturée #2
- Marcelo Cabrera : Victime torturée #4
- Nazanin Homa : Victime torturée #6
- Ralph Lucarelli : Propriétaire du restaurant #1
- Igor Zhivotovsky : Propriétaire du restaurant #2
- Kapil Bawa : Propriétaire du restaurant #3
- Brenda McCullough : Juré
- Steve Hurwitz : Juré à l'attaque cardiaque
- Rick Johnson : Le greffier
- Kevin Cutts : Policier Louie Velchik
- Jann Ellis : Membre du Conseil #1
- Libya Pugh Directrice du centre de coalition des femmes réfugiés

### Épisode 6:L'Art du meurtre
- États-Unis /  Canada : 6 novembre 2007 sur NBC / CTV
- France : 11 octobre 2008 sur TF1

- Jared Harris : Robert Morten
- Shannon Woodward : Cecilia Strayer
- Gareth Saxe : Harrison Thomas
- Magaret Devine : Susan Goodman
- Kerisse Hutchinson : Lashena Reynolds
- Zulay Henao : technicienne balistique
- Adam Heller : Ed Brown
- Alexandra Rhodie : Ann Brown
- Carmen Moreno : Angela Martinez
- Beverly D'Angelo : Rebecca Balthus
- Mike Doyle : Ryan O'Halloran

### Épisode 7:La Folie du double
- États-Unis /  Canada : 11 novembre 2007 sur NBC / CTV
- France : 18 octobre 2008 sur TF1

- Arye Gross : Saul Picard
- Heather Braverman : Sabrina Farmer
- Sylvia Kauders : Anna
- Howard W. Overshown : Lieutenant Shea
- Daniel Cantor : agent spécial Nelson
- Cassady Leonard : Eve Holland
- Isabel Gillies : Kathy Stabler
- Sam Waterston : Jack McCoy
- Anne James : Dr. Jane Larom

Dans la rue, une femme âgée interpelle un officier de police pour l'informer avoir entendu des cris d'appel au secours dans le coffre d'une voiture. L'unité spéciale est envoyée à la fourrière, où le véhicule a été conduit. Grâce à l'appareil thermique d'O'Holloran, les inspecteurs retrouvent une jeune fille de 11 ans: Sabrina Farmer, et la conduisent à l'hôpital le plus proche. La victime a été frappée par une pierre et violée. La voiture a été louée par Saul Picard, un schizophrène. Sauf que ce dernier a volé le véhicule rendu et a capturé Eve. Elliot Stabler et Olivia Benson réussissent à l'appréhender, mais le suspect s'échappe après avoir donné un coup de tête au premier inspecteur qui, après avoir basculé en arrière, subit un choc où son cerveau a été projeté sur la paroi crânienne, ce qui fait qu'il a une perte de vue temporaire. Les agents fédéraux interpellent le suspect, car il a enlevé et violé Tiffany Lemarsh, une fillette de 9 ans, dans le Mississippi. Cependant, comme il est originaire de Louisiane, où le viol sur mineur est passible de la peine de mort, la substitut du procureur Casey Novak refuse de l'y envoyer pour qu'il soit jugé et emprisonné à Manhattan. 

### Épisode 9:Accident de parcours
- États-Unis /  Canada : 27 novembre 2007 sur NBC / CTV
- France : 8 novembre 2008 sur TF1

- Steven Bauer : Raphaël Gardner
- Anastasia Griffith : Leah Keegan
- Mark Valley : Jake Keegan
- Isabel Gillies : Kathy Stabler
- Daniel Yelsky : Tommy Keegan
- Tony Cucci : Capitaine des pompiers de New York
- Aisha de Haas : Ambulancière
- Matthew Nicklaw : Matt Kramer
- Lawrence Saint-Victor : Ambulancier Jackson

Tommy, un petit garçon âgé de 3 ans, court le long d'une rue de l'Upper West Side, mais est rattrapé par une passante. Après avoir été soigné par un ambulancier, il se réfugie dans les bras d'Elliot Stabler. En attendant de retrouver ses parents, l'inspecteur de l'unité spéciale s'occupe de lui et l'héberge. Plus tard, Jake Keegan, le père adoptif de l'enfant, finit par le récupérer. Elliot et Olivia le raccompagnent chez lui, mais découvrent le cadavre de Jodi Simmons, la nounou de Tommy. La victime a été violée et battue à mort. Ils retrouvent ensuite Leah, la mère de l'enfant, dans un hôtel en train de faire l'amour avec Matt Kramer, son amant. Fin et Chester interrogent ensuite des hommes que Jodie a rencontrés sur Internet et l'un d'eux, Raphaël Gardner, est celui qui l'a assassinée, car elle s'est moquée de lui. Melinda Warner, la médecin légiste, apprend à Elliot que ce n'est pas Jake, mais Matt le père biologique de Tommy et alors que l'inspecteur discute avec son équipière, il révèle l'information, sans le vouloir, au mari de Leah qui a entendu la conversation. Les deux inspecteurs appréhendent ensuite le mari et l'amant de Leah, car les deux hommes en sont venus aux mains, mais ils sont finalement relâchés. 

### Épisode 10:Mentir ou mourir
- États-Unis /  Canada : 4 décembre 2007 sur NBC / CTV
- France : 1er novembre 2008 sur TF1

- Manu Otaru : Almani Bothame
- Hakeem Kae-Kazim : Chuckwei Bothame
- Method Man : Dennis King
- Tracy Middendorf : Sarah Flint
- Julie White : Docteur Anne Morella
- Gloria Reuben : procureure Christine Danielson

### Épisode 11:Enfants des rues
- États-Unis /  Canada : 1er janvier 2008 sur NBC / CTV
- France : 15 novembre 2008 sur TF1

- Patricia Charbonneau : Paige Beddels
- Jeremy Jordan : Doug Walshen
- Emily Meade : Anna
- Madeline Taylor : Josie Knox
- Latham Gaines : Monsieur Crawford
- Fiona Hutchison : Lydia Crawford
- Natalie Hall : Shelby Crawford
- J. Paul Nicholas : Linden Delroy
- Thom Bishops : Cole Roderick
- Nicole Weaver : Claire
- Beth Dodye Bass) : Sandra
- Johnny Hopkins : Tony Ramirez
- Charlie Kevin : Bert
- Michael Mandell : Big Jerry
- Mae Whitman : Helen Braidwell / Cassidy Cornell
- Bill Winkler : Monsieur Braidwell
- Kathleen Garrett : Madame Braidwell
- Joanna Merlin : Juge Lena Petrovsky

### Épisode 12:L'Homme des bois
- États-Unis /  Canada : 8 janvier 2008 sur NBC / CTV
- France : 22 novembre 2008 sur TF1

- Belinda Bissonnette : Bunny Jones
- Macon Blair : Conner Robb
- Amanda Leigh Cobb : Amy Doe
- Jane Cronin : Helen Moore
- Rosemary De Angelis : Mrs. Tillman
- Vaneik Echeverria : Aaron Winters
- Frankie Faison : agent du FBI Tom Nickerson
- Eric Morace : Lieutenant
- Caren Browning : Capitaine Judith Siper
- John Schuck : Le Chef des Détectives
- Rodney Henry : Max
- Deep Katdare : Dr. Parnell
- Cindy Katz : Valerie Barrow
- Bill Phillips : Charles Barrow
- Priscilla Lopez : Lydia Ramos
- Erika Christensen : Lauren Cooper
- Kingsley Leggs : Levander
- Roscoe Orman : Bryant Davis
- Jill Marie Lawrence : Cleo Conrad
- Priscilla Lopez : procureur exécutif Lydia Ramos
- Patricia Kalember : Juge K. Taten

### Épisode 13:Non orthodoxe
- États-Unis /  Canada : 15 janvier 2008 sur NBC / CTV
- France : 1er juin 2015 sur TF1

- Cara Buono : Rachel Zelinsky
- Braeden Lemasters : David Zelinsky
- Adam Stein : Avi Zelinsky
- Bob Dishy : rabbin Iscowitz
- Alexander Gould : Jack Tremblay
- Jake Goldberg : Arthur Tremblay
- Mike McGlone : George Tremblay
- Emily Meade : Anna
- Anna Friedman : Ashley
- Rhea Perlman : Roxana Fox
- Zoe Lister-Jones Faith
- David Rosmer : Dov
- Noel Joseph Allain : Jacob Ribowsky
- Linda Emond : Docteur Emily Sopher
- Sean T. Krishman : Docteur Singh
- Mike Doyle : Ryan O'Halloran
- David Lipman : Juge Arthur Cohen

### Épisode 14:Conceptions différentes
- États-Unis /  Canada : 22 janvier 2008 sur NBC / CTV
- France : 29 novembre 2008 sur TF1

- Gabrielle Anwar : Eva Sintzel
- Meredith Eaton : Jocelyn Miller
- Emilio Delgado : Enrique Diaz
- Richard Masur : Dr. Berletch
- Mark Moses : James Grall
- Janine Turner : Victoria Grall
- James Waterston : Mr. Harvey
- Danielle Skraastad : Paige Harvey
- Darrin Baker : Stan Jorgensen
- Meredith Zinner : Maya Jorgensen
- Kevin Kane (IV) : Scott Ryland
- Charity Henson : Carol
- Rightor Doyle : Chad Ogilvy
- Austin Lysy : Russell  Hunter
- John Schuck : Le Chef des Détectives
- Joanna Merlin : Juge Lena Petrovsky

### Épisode 15:Prisonnières
- États-Unis /  Canada : 15 avril 2008 sur NBC / CTV
- France : 13 décembre 2008 sur TF1

- Shareeka Epps (en) : Ashley Tyler
- Hassan Johnson : Rick Tyler
- Daria Hederman : Risa Tyler
- Johnny Messner : Lowell Harris
- Todd Stashwick : Matthew Parker
- Tawny Cypress : Shawna
- Austin Lysy : Russell  Hunter
- Linda Powell : Lauren Whites
- La Chanze : Amber
- Matthew Cowles : Cyrus Wert
- Eric L. Abrams : Henry Botas
- Melanie Nicholls-King : Jill Botas

### Épisode 16:Non avoué
- États-Unis /  Canada : 22 avril 2008 sur NBC / CTV
- France : 20 décembre 2008 sur TF1

- Ian Alda : Sam Edelstein
- Erika Bradshaw : la greffière
- Dennis Carrig : le barman
- Bailey Chase : Lincoln Haver
- Chloe Cmarada : Natasha
- Laverne Cox : Candayce
- David Del Rio : Freddie Ramirez
- Rick Hoffman : Gary Lesley
- Deep Katdare : docteur Parnell
- Daren Kelly : William Breckenridge
- Cortez Nance, Jr : Elias San Oro
- Jason O'Connell : le porte-parole du jury
- Bill Pullman : Kurt Moss
- Albin Sadar : Concierg

### Épisode 17:Jeux de pouvoir
- États-Unis /  Canada : 29 avril 2008 sur NBC / CTV
- France : 27 décembre 2008 sur TF1

- Scott Adsit : Dwight Lomax
- Monica Raymund : Trini Martinez
- Joe Scarborough : lui-même
- Robin Williams : Merritt Rook
- Matthew Stadelmann : Joel
- Ka-Ling Cheung : Docteur Cheng
- Ramsey Faragallah : Docteur Sandip
- Mike Doyle : Ryan O'Halloran
- Joanna Merlin : Juge Lena Petrovsky
- Audrie J. Nelson : Juge Lois Preston

### Épisode 18:Libre échange
- États-Unis /  Canada : 6 mai 2008 sur NBC / CTV
- France : 3 janvier 2009 sur TF1

- Michelle Borth : l'avocate Avery Hummings
- Stephen Collins : Pierson David Bartlett Sr.
- Matthew Davis : P.J. Bartlett
- P.J Benjamin : Eddie Vincado
- Clea Lewis : Heaven Moskowitz
- Brandi Burkhardt : Jenna Ludlow
- Mike Doyle : Ryan O'Halloran
- Peter Hermann : Trevor Langan
- Patricia Kalember : Juge K. Taten

### Épisode 19:Ne jamais oublier
- États-Unis /  Canada : 13 mai 2008 sur NBC / CTV
- France : 10 janvier 2009 sur TF1

- Deirdre Lovejoy : Penelope Fielding
- Eric Morace : Lieutenant ESU
- Torsten N. Hillhouse : Inspecteur Dave Foster
- Ira Hawkins : Inspecteur
- Arthur Gerunda : Inspecteur
- Philip Levy : Officier Fineman
- Charles Caliendo : Policier
- Tony Naumovski : Agent #1
- Eva Kaminsky : Mary Kralik
- Victoria Cartagena : Celina Ruiz
- Lawrence Ballard : Brett Smith
- Robert Turano : Wesley Meadows
- Anthony Ruiz : Hector Hernandez
- Brian Tarantina : Bill Jensen
- Jack Gwaltney : Tom Crane
- Sandra Berrios : Responsable
- Tyree Simpson : Homme #1
- John Lederer : Homme #2
- Sharon Maguire : Présidente du Jury
- Kenneth Schwarz : Juré n°2
- Eric S. Kuhn : Juré n°3